# Bronze de canó

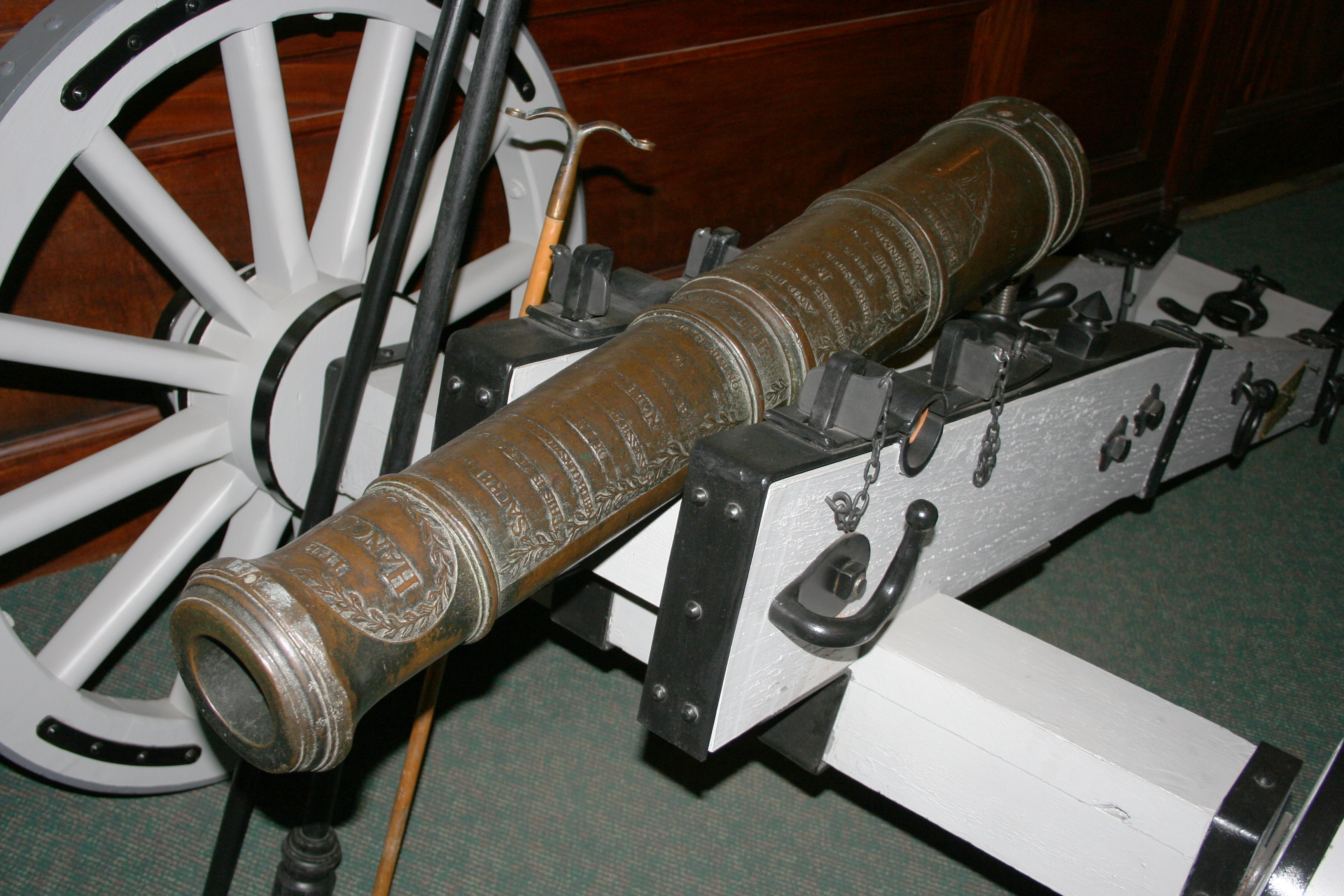
El Canó Hancock, un dels quatre canons de bronze robats pels colons americans de l'exèrcit britànic a Boston el 1774

El bronze de canó és un bronze especial amb un contingut d'estany, Sn, entre el 8 i l'11%. L'aliatge està constituït majoritàriament per coure, Cu, (88-90%) i zinc, Zn (2-4%). Fou emprat antigament per a fabricar canons d'artilleria i actualment s'empra per a fabricar coixinets i peces que hagin de suportar desgastaments i corrosions. Té una coloració groga rogenca, és més dur i fusible que el coure i és un poc mal·leable. Els dos tipus més coneguts són:
- Metall de l'Almirallat: 88% de coure, 10% d'estany i 2% de zinc.
- Metall Americà: 88% de coure, 8% d'estany i 4% de zinc.[2]